# 萨迦县
萨迦县（藏語：ས་སྐྱ་རྫོང་།，威利转写：sa skya rdzong，藏语拼音：Sa'gya Zong）是中华人民共和国西藏自治区日喀则市下属的一个县。藏语中意思是“灰白土”。常住总人口約5万人，县人民政府駐萨迦镇。

## 行政区划
萨迦县下辖2个镇、9个乡：
萨迦镇、吉定镇、雄麦乡、麻布加乡、雄玛乡、扎西岗乡、扯休乡、赛乡、拉洛乡、查荣乡和木拉乡。

## 人口
根據第七次人口普查數據，截至2020年11月1日零時，薩迦縣常住人口為48766人。

## 交通
- 318国道、 563国道